# Johan Boskamp (acteur)
Johan Boskamp, pseudoniem van Johan Adriaan Hoelscher (Amsterdam, 5 januari 1891 – aldaar, 20 september 1976) was een Nederlands zanger en acteur.
Boskamp begon zijn carrière als zanger van voornamelijk chansons. Voor zijn verdiensten ten aanzien van het Franse lied, werd hij onderscheiden met een benoeming tot Officier d'Académie. Hij werkte korte tijd bij de opera en stapte in de jaren twintig over naar de operettegroep van Louis Bouwmeester jr.. Vervolgens werkte hij samen met Octave van Aerschot in een eigen operettegezelschap in Rotterdam en met Alex Wunnink in het Amsterdamse Carré. Met Heintje Davids zong hij in de revue. Toen zijn zangstem minder werd, maakte hij een overstap naar het toneel.
Boskamp speelde onder andere rollen in de operette De Koningin van Montmartre (1200 voorstellingen) en de toneelstukken "In pyjama" en "Anatevka". Samen met Johan Kaart voerde hij vanaf 1950 het stuk Potasch en Perlemoer, over twee joodse handelaren in textiel, op. In ruim twintig jaar werden er ongeveer 3000 voorstellingen gegeven. In 1970 werd Boskamp tijdens een opvoering gehuldigd voor zijn 60-jarig toneeljubileum. Nadat Kaart in 1971 bij een voorstelling zijn heup brak en vervolgens gezondheidsproblemen kreeg, kwam de langdurige reeks en de carrière van Boskamp ten einde. De laatste voorstellingen speelde Boskamp tegenover zijn zoon, de voormalig voetballer en acteur Hans Boskamp.
Boskamp was ridder in de Orde van Oranje-Nassau en kreeg voor zijn verdiensten het gouden onderscheidingsteken van de gemeente Amsterdam. Hij overleed in 1976, ongeveer een half jaar na Kaart, op 85-jarige leeftijd.